# Armentières
Armentières község Franciaországban, Nord megyében, a Lys folyó partján. Lakóinak száma meghaladja a 25 000 főt. Régi textilipari központ, aminek nyomán „a vászon városa” néven is emlegetik. A község Lille város közelében fekszik, és a Lille-i agglomeráció vagy a Lille-Kortrijk konurbáció részét képezi.

## Nevének eredete
Az írott forrásokban először 869-ben szerepel a neve Armentarias latin formában. Ennek töve a latin armentum = nagy jószág, haszonállat, szarvasmarha szóban keresendő. Ehhez csatlakozik az aria  szó, ami helyet jelöl. A kettő együtt tehát olyan terület, ahol nagy állatokat tartanak.
A helyi lakosok neve az irodalmi francia nyelvben ugyancsak Armentières, flamand nyelven: Ermentiers holland nyelven: Armentieren/Armentiers, pikárd nyelven pedig Armintîre

## Földrajzi helyzete
Armentières Lille városától mintegy tizenöt kilométerre északnyugatra, a Lille-i agglomeráció, valamint a Weppes nevű történelmi kistáj szélén, Flandria úgynevezett római vagy gall részén helyezkedik el. A lys folyó szeli át délnyugatról északkelet felé haladva. A település Bizet nevű északi része, már közvetlenül határos Belgiummal.
A Lys szabályozása előtt a folyó hatalmas mocsarakon keresztül folyt ezen a területen.

## Fordítás
- Ez a szócikk részben vagy egészben  az   Armentières című francia Wikipédia-szócikk ezen változatának fordításán alapul.  Az eredeti cikk szerkesztőit annak laptörténete sorolja fel. Ez a jelzés csupán a megfogalmazás eredetét és a szerzői jogokat jelzi, nem szolgál a cikkben szereplő információk forrásmegjelöléseként.